# Thecospondylus horneri
{{Ficha de taxón
| name = Thecospondylus
| fossil_range = 140 Ma - 132 Ma 
 [[Cret{asico Inferior]]
| image = Thecospondylus.jpg
| image_width = 
| image_caption = Imagen del canal neural de Thecospondylus
| regnum = Animalia
| phylum = Chordata
| classis = Sauropsida
| superordo = Dinosauria
| ordo = Saurischia
| subordo = Theropoda
| clado = Tetanurae
| unranked_familia = Coelurosauria
| genus = Thecospondylus
| genus_authority = Seeley, 1882
| species = T. horneri 
| species_authority = Seeley, 1882
}}
Thecospondylus horneri  es la única especie conocida del género dudoso extinto Thecospondylus (“vértebra envuelta”) de dinosaurio indeterminado, que vivió a principio del período Cretácico, hace aproximadamente entre 140 a132 millones de años, desde el Berriasiense al Valanginiense, en lo que es hoy Europa. Los científicos no están seguros de si Thecospondylus era un saurisquio o un ornitisquio.
El Dr. A. C. Horner, un geólogo aficionado que vivió en Tonbridge, en el siglo XIX adquirió un fósil encontrado en la cantera de Southborough, Inglaterra. Se lo envió al paleontólogo Harry Govier Seeley, quien en 1882 lo describió y nombró como la especie tipo Thecospondylus horneri. El nombre del género se deriva del griego theke que significa 'vaina' y spondylos que significa ' vértebra ', una referencia al hueso "extremadamente delgado" que forma las vértebras. El nombre específico honra a Horner.
El holotipo , BMNH R.291, se encontró en una capa de la Arensica de Hastings, que data del Valangininiense al Hauteriviense. Consiste en un yeso interno natural alargado o endomolde del canal neural del sacro , de unos 60 centímetros de largo. Muestra las divisiones de al menos 5 y probablemente 7 vértebras sacras. En tres de ellos todavía está presente el hueso esponjoso al que se refiere el nombre genérico. Es el único fósil conocido que se puede asignar definitivamente a este género. Seeley agregó una segunda especie, T. daviesi, en 1888, pero luego le dio su propio género, Thecocoelurus. En 1926 Friedrich von Huene cambió el nombre de T. horneri a Thecocoelurus horneri, pero esto no ha sido comúnmente aceptado, porque Thecospondylus tendría prioridad.
Con base en material tan escaso, las afinidades de T. horneri han sido difíciles de determinar. El mismo Seeley simplemente lo asignó a Dinosauria. Richard Lydekker en 1888 lo refirió a Sauropoda. Sin embargo, Von Huene en 1909 lo consideró un miembro de la familia de terópodos Coeluridae. Autores recientes concluyen que se trata de un nomen dubium, del que ni siquiera se sabe con certeza si se trata de un saurisquio o de un ornitisquio.